# 1613.
◄ | 16. stoljeće | 17. stoljeće | 18. stoljeće | ►
◄ | 1580-ih | 1590-ih | 1600-ih | 1610-ih | 1620-ih | 1630-ih | 1640-ih | ►
◄◄ | ◄ | 1610. | 1611. | 1612. | 1613. | 1614. | 1615. | 1616. | ► | ►►
Arhitektura • Astronomija • Glazba • Kazalište • Kiparstvo • Knjige • Književnost • Kršćanstvo • Medicina • Politika • Pravo • Promet • Slikarstvo • Znanost

## Rođenja
- 6. travnja – Stjepan Gradić, hrvatski filozof i znanstvenik

## Vanjske poveznice
|  | Zajednički poslužitelj ima još gradiva o temi 1613. |